# Jóia
Jóia é um município brasileiro do estado do Rio Grande do Sul, localizado a 432 km de Porto Alegre.

## História
O dia 21 de abril de 1917 é tido como um marco do início na colonização do lugar. Até a emancipação do município de Tupanciretã, em 21 de dezembro de 1928, a Esquina 21 de abril, era o 8º. Distrito de Santo Ângelo, compondo o novo município de Tupanciretã, egresso de Cruz Alta, agora como 2º. Distrito e sob a denominação de Vila 21 de Abril. A atividade moageira estava a gerar maior aglomeração na Vila e, em 24 de maio de 1938, pelo Decreto-Lei número 10/12, do município de Tupanciretã, a Sede do novo Distrito transfere-se da Vila 21 de Abril para a Vila Nova.
Ainda neste ano, em 1938, ambientado no clima da Segunda Guerra Mundial, o lugar altera sua designação para Vila Inconfidência. Em 1944, a Vila Inconfidência recebia imigrantes europeus, que deixavam para trás as cicatrizes da Segunda Guerra Mundial. Havia uma Lei que coibia a utilização de nomes que lembrassem guerras e revoluções, nas denominações de Povoados, Vilas e Cidades. Esse foi o motivo que determinou a mudança de Vila Inconfidência, para Vila Jóia, pela força do Decreto-Lei Estadual número 720, de 29 de dezembro de 1944. Ao emancipar-se (Lei 7656, de 12 de maio de 1982), adotou o topônimo Jóia. 

## Geografia
Localiza-se a uma latitude 28º38'48" sul e a uma longitude 54º07'20" oeste, estando a uma altitude de 302 metros.
Possui uma área de 1246,3 km² (Posição 1.181 dentre 5.570 municípios do Brasil - Código IBGE 4311155) e sua população estimada no ano de 2008 era de 8.546 habitantes.